# Geelong
Geelong és la segona ciutat més gran de l'estat australià de Victoria i és el major centre regional de l'estat. Geelong és una ciutat portuària situada sobre la badia de Corio i el riu Barwon, a 75 km al sud-oest de Melbourne, la capital de l'estat. Posseeix una població urbana de 160.991 persones, la qual cosa converteix a Geelong per la seva grandària a la cinquena ciutat d'Austràlia que no és capital d'estat.

## Geografia
Geelong es troba a les costes de la badia de Corio, una badia d'entrada al sud-oest de Port Phillip. Amb bon clima i en dia clar, l'horitzó de Melbourne és visible des de les àrees de Geelong. El riu Barwon travessa la ciutat cap al sud abans d'entrar en el llac Connewarre.
Geològicament les roques més antigues de la zona, corresponen al període Cambrià (500 milions d'anys), a l'antiguitat les aigües van cobrir gran part de les terres baixes de Geelong, el curs del riu va canviar quan la muntanya Moriac va entrar en erupció i la lava va fluir cap a l'est de Geelong.
A l'est de la ciutat es troben els turons de la Península de Bellarine. A l'oest estan les arenisques procedents de les Hills Barrabool i el basalt de Muntanya Duneed.
Els sòls són aptes per a la pràctica intensiva de l'agricultura, el pasturatge, la silvicultura i les vinyes.

## Economia
Més de 10.000 empreses donen feina a més de 80.000 persones a la regió de Geelong. Amb les indústries de fabricació i de processament es proporcionen al voltant de 15.000 llocs de treball, seguit de 13.000 en el comerç minorista, i 8000 en els serveis de salut i de la comunitat.
Els principals ocupadors en Geelong inclouen la Ford Motor Company (planta de motors a Norlane), manteniment d'avions a l'aeroport Avalon, l'oficina central de la cadena de botigues Target, el de Bartter (Steggles) (planta processadora de pollastres), forns per a la fosa d'alumini i la Shell (refineria de petroli a Corio).
La regió va atreure a més de 6.000.000 de turistes a Geelong durant l'any 2001, les principals atraccions turístiques inclouen la línia de la costa de Geelong, el Centre de la fàbrica Ford i el Museu Nacional de llana a la ciutat, més de 30 edificis històrics que figuren en el Registre del Patrimoni de Victoria. L'àrea de Geelong, alberga periòdicament esdeveniments internacionals que són d'importància turística, com el Saló Aeronàutic Internacional d'Austràlia.

## Clima
Geelong té un clima estable, ofereix quatre estacions ben diferenciades. Té un clima temperat, amb vents dominants de l'oest, núvols variables, moderada precipitació, estius càlids i hiverns freds. La mitjana anual de precipitaciónes és d'al voltant de 520 mil·límetres.

## Edificis d'interès
- Basílica de Santa María dels Àngels